# Circondario di Rosenheim
Il circondario di Rosenheim è uno dei circondari del Land della Baviera (Germania).
Presenta una popolazione molto alta rispetto agli altri land, che si rapporta con una superficie abbastanza alta.

## Città e comuni
(Abitanti al 31 dicembre 2023)
| Comuni del circondario | Città 1. Bad Aibling (19 745) 2. Kolbermoor (19 414) 3. Wasserburg a.Inn (13 112) | Comuni 1. Albaching (1 780) 2. Amerang (3 761) 3. Aschau im Chiemgau (5 802) 4. Babensham (3 307) 5. Bad Endorf (8 452) 6. Bad Feilnbach (8 512) 7. Bernau am Chiemsee (7 178) 8. Brannenburg (6 917) 9. Breitbrunn am Chiemsee (1 579) 10. Bruckmühl (16 984) 11. Chiemsee (220) 12. Edling (4 639) 13. Eggstätt (2 941) 14. Eiselfing (3 285) 15. Feldkirchen-Westerham (11 138) 16. Flintsbach am Inn (3 095) 17. Frasdorf (3 065) 18. Griesstätt (2 923) 19. Großkarolinenfeld (7 484) 20. Gstadt am Chiemsee (1 249) 21. Halfing (2 836) 22. Höslwang (1 258) 23. Kiefersfelden (6 841) 24. Neubeuern (4 355) 25. Nußdorf a.Inn (2 671) 26. Oberaudorf (5 359) 27. Pfaffing (4 265) 28. Prien a.Chiemsee (11 262) 29. Prutting (2 936) 30. Ramerberg (1 437) 31. Raubling (11 594) 32. Riedering (5 587) 33. Rimsting (4 059) 34. Rohrdorf (5 986) 35. Rott a.Inn (4 257) 36. Samerberg (2 895) 37. Schechen (5 376) 38. Schonstett (1 448) 39. Söchtenau (2 754) 40. Soyen (2 992) 41. Stephanskirchen (10 872) 42. Tuntenhausen (7 461) 43. Vogtareuth (3 308) |